# مجالس العربية
كانت مجالس العربية مجلسين للكنيسة المسيحية عقدا في بصرى بالعربية البترائية. عُقد الأول في عام 246 والآخر في عام 247. عقد الاثنان ضد بيريلوس، أسقف محلي وأتباعه، الذين اعتقدوا أن الروح قد هلكت عند وفاة الجسد، لكنها سترتفع يومًا مع الجسد. أوريجانوس، الذي كان حاضرًا في كلا المجالس، أقنعهم بأن إيمانهم كان هرطقة.